# Umberto Bertozzi
Umberto Bertozzi (Colorno, 5 luglio 1905 – Ponte dell'Olio, 18 ottobre 1964) è stato un militare e criminale di guerra italiano, comandante, col grado di tenente di vascello, dell'Ufficio "I" e della Compagnia "O" della Xª Flottiglia MAS. Riconosciuto colpevole di eccidi e crimini di guerra fu condannato a morte, pena poi condonata.

## Biografia
Membro di una agiata famiglia borghese residente a Colorno (PR), Umberto Bertozzi era figlio dell'imprenditore Abele Bertozzi (1867-1936), che fu tra i pionieri dell'industria conserviera e casearia di Parma, e di Gemma Bilzi (1873-1940). Settimo di dodici fratelli, nel 1911, all'età di 6 anni, lasciò Colorno per trasferirsi con la famiglia a Parma, dove il padre Abele svilupperà la propria impresa. Furono poi i fratelli Carlo e Amilcare a portare avanti l'azienda di famiglia ed a fondare poi nel 1932 l'azienda Althea.
Laureato in scienze chimiche a Padova, dopo l'armistizio dell'8 settembre 1943, Junio Valerio Borghese, suo amico fin dai tempi dell'Università, gli propose una tenenza; si arruolò così nella Marina Nazionale Repubblicana col grado di tenente nei reparti chimici.
Venne impiegato come aiutante maggiore e ufficiale di disciplina alla Spezia, a capo dell'Ufficio "I" (Ufficio investigativo) presso il Comando Generale della Xª Flottiglia MAS, agli ordini dello stesso Borghese.

### Attività nella RSI (1943-1945)
Fra le prime azioni guidate da Bertozzi, il 17 marzo 1944 a Valmozzola (PR) vennero fucilati per rappresaglia 7 partigiani catturati in uno scontro con i nazifascisti e due disertori russi che si erano uniti alle forze partigiane. La rappresaglia nacque in risposta all’assalto e al successivo scontro a fuoco del 12 marzo 1944 ad un treno lungo la linea verso Parma da parte di un gruppo di partigiani guidati dal piacentino Mario Devoti (nome di battaglia Mario Betti) e dal suo vice, lo spezzino Primo Battistini (Tullio), ove perirono due militi della Xª Mas e lo stesso comandante partigiano Mario Betti (altre fonti parlano di 4 morti della Xª MAS). L’intento era la liberazione di alcuni renitenti alla leva e il materiale nei vagoni.
Fu proprio nella lotta contro i partigiani che i marò agli ordini di Bertozzi, comandante dell'Ufficio "I" della Xª MAS, reparto con un organico di 20-30 uomini con compiti investigativi e di raccolta informazioni specificamente indirizzato alla lotta anti-partigiana, si dimostrarono particolarmente spietati e autori di dure rappresaglie nei luoghi dove, a seconda delle vicende belliche, vennero impiegati i reparti di terra della Xª Mas.
Il 9 giugno 1944 i partigiani, ritenendo erroneamente imminente uno sbarco alleato in Versilia, occuparono il paese di Forno. Il 13 giugno i tedeschi, supportati da reparti della Xª MAS, rioccuparono il paese. Bertozzi e i suoi uomini si distinsero per crudeltà e accanimento: unitamente a reparti della 135ª Festung Brigade tedesca, presero parte all'uccisione di 68 persone, in maggioranza civili abitanti del paese, avvenuta il 13 giugno, nota come strage di Forno. Bertozzi in particolare, secondo alcune testimonianze, si adoperò alla selezione di chi tra i catturati doveva essere giustiziato o deportato in campo di concentramento. 51 civili furono avviati nei campi di concentramento in Germania, 10 morirono bruciati nella locale caserma dei carabinieri, 8 rimasero uccisi durante l'operazione di assalto al paese; 54 i fucilati, tra i quali il maresciallo ordinario dei Carabinieri della locale stazione, Ciro Siciliano, Medaglia d'oro al merito civile, accusato dallo stesso Bertozzi di collaborazionismo con le bande partigiane per aver permesso il loro ingresso in paese e avervi fraternizzato.

Foto di gruppo: sono riconoscibili Borghese, Bardelli e Bertozzi con i militi della Decima MAS

Dal mese di luglio 1944 Bertozzi assunse il comando della neocostituita Compagnia "O" (Compagnia operativa), avente un organico di 120 uomini, autocarrata, estremamente mobile, strutturata su tre plotoni fucilieri ed un plotone comando, destinata in un primo tempo ad operare esclusivamente nell'entroterra spezzino. Poiché il Bertozzi continuava a comandare anche l'Ufficio "I", aveva in questo modo il controllo di una parte molto significativa dell'apparato repressivo della Flottiglia.
Dall'autunno del 1944 la Compagnia "O" di Bertozzi fu massicciamente coinvolta nella repressione contro i partigiani italiani; dispiegando tutta la propria forza, si rese autrice di numerosi rastrellamenti, arresti, esecuzioni e torture, eccidi e stragi anche presso la popolazione civile, con modalità giudicate crimini di guerra, nei territori della Spezia, Apuania, in Lunigiana, nell'appennino parmense, nelle zone di Ivrea e di Cuorgnè in Piemonte, nella zona di Spilimbergo, a Maniago, a Gorizia in Venezia Giulia, a Conegliano Veneto e, infine, nella zona di Thiene nel vicentino, interrogando i prigionieri, strappando unghie e incidendo la X della Decima, sui petti e sulle schiene di donne e uomini catturati.
La compagnia "O", mal tollerata dallo stesso Borghese, fu da lui stesso sciolta nel mese di dicembre 1944 e i suoi membri incorporati nel Distaccamento Milano acquartierato nella caserma di via Fiume (oggi piazza della Repubblica), dove continuarono la loro attività di repressione con la stessa violenza e brutalità, ormai fuori controllo, con continue scorrerie in tutta la Lombardia e nel Nord-Italia, fino alla resa avvenuta il 26 aprile 1945.
Nel dicembre 1944 il comando della Xª MAS venne trasferito dalla Spezia a Milano, e con esso anche l'Ufficio "I". Anche a Milano le azioni di Bertozzi risultarono ancora più violente e crudeli e tristemente famose e i suoi metodi di investigazione, interrogatorio e repressione sempre più brutali, tanto da essere definiti anche dai commilitoni veri "scatti di furore". Nella seconda metà di marzo 1945, perfino lo stesso comandante Borghese fu costretto a intervenire disciplinarmente, perché troppe erano le denunce che piovevano sul suo tavolo (e su quello del comandante della Divisione Decima, generale di Brigata Giuseppe Corrado) circa i crimini compiuti da Bertozzi. Alcune di queste denunce erano firmate da amministratori fascisti e dagli stessi colleghi di Bertozzi.
La brutalità di Bertozzi si rivolse anche contro i suoi commilitoni, ragion per cui, ritenuto pericoloso e inaffidabile perfino nei confronti del suo schieramento, fu arrestato alla fine di marzo 1945 su ordine dell'autorità giudiziaria militare repubblicana, dopo le denunce di Alietto Randi e dal sottotenente della Xª Lorenzo Scardovi, addetto al servizio amministrativo dell'ufficio I.
Randi era stato arrestato a Maniago da elementi della Xª Mas comandati da Bertozzi: quando Randi fece presente di aver prestato servizio in Albania alle dipendenze del fratello di Bertozzi, il tenente Lino Bertozzi, Bertozzi, risentito del fatto che Randi non accettasse di arruolarsi nella Xª, lo fece torturare da un sergente mantovano, dandogli del traditore. Non essendoci prove della sua appartenenza al movimento partigiano, Randi non fu giustiziato. Il tenente Scardovi, venuto a conoscenza dei fatti e di altri abusi nei metodi repressivi usati dal Bertozzi, nell'inverno 1944-45 si recò con altri ufficiali presso il generale di brigata Giuseppe Corrado, nuovo comandante della X Mas, e denunciò Bertozzi. Nella relazione redatta dal generale Giuseppe Corrado, che porterà all'arresto di Bertozzi, si apprende che questi venne denunciato dallo Stato Maggiore della Xª MAS al Tribunale militare per «atti di violenza e di sadismo nonché di vergognose accuse di natura morale». Inoltre il reparto da lui comandato, l'Ufficio I, veniva descritto nella relazione come un «reparto autonomo con tutti i caratteri di una banda irregolare».
Agli atti risulta anche che il comandante Junio Valerio Borghese tentò di coprire le azioni di Bertozzi e sottrarlo alle indagini, affidandolo ad incarichi politici, ma la manovra fu stroncata, per ordine del Ministero della marina, in seguito a espresso comando partito da Benito Mussolini.

### Il dopoguerra
Nel primo dopoguerra Bertozzi venne processato dalla Corte d'assise, sezione speciale di Vicenza, assieme ai suoi collaboratori Franco Banchieri e Ranunzio Benedetti, e ritenuto colpevole di oltre cento «omicidi volontari, fra cui il concorso nella strage di Forno di Massa e di numerose sevizie e atrocità particolarmente efferate perpetrate tra il 1944-1945 con episodi di violenza (rastrellamenti, stragi, torture), venendo condannato con sentenza del 4 giugno 1947 alla pena di morte con fucilazione alla schiena per collaborazionismo e omicidio volontario continuato aggravato per crudeltà per tutti i capi d’imputazione (11 episodi di omicidio, del quali Forno ne rappresentava uno), oltre ad una condanna all'ergastolo assorbita dalla pena capitale.. La condanna verrà poi commutata in ergastolo dalla Corte di cassazione in data 9/04/1948, pena ridotta sempre dalla cassazione a 30 anni in data 21/07/1950 e successivamente a 19 anni, in applicazione di condoni nel frattempo intervenuti. In data 25/01/1952 la cassazione decise la revisione del processo con rinvio alla Corte d’Assise d’Appello di Venezia e la scarcerazione del condannato in attesa del nuovo processo. Al nuovo processo Bertozzi, presente all’udienza, chiese l’applicazione del beneficio dell’amnistia impropria, che gli fu accordata. Con sentenza del 25/02/1963 la corte di Venezia dichiarò estinti i reati ai sensi dell'amnistia Togliatti e cessata l’esecuzione della sentenza del 1947.
Durante il processo, il teste Gino Signori, medico di Mareno di Piave che fu arrestato nel suo ambulatorio il 19 novembre 1944 da uomini della Compagnia "O" perché accusato di appartenere al movimento partigiano e successivamente liberato per l'intercessione di un amico di vecchia data già maggiore delle Brigate Nere, riferì che già dal settembre del 1944 tutte le formazioni partigiane avevano avuto l'ordine di uccidere Bertozzi, perché condannato a morte da tutti i tribunali partigiani.
Ferruccio Buonaprole, un ex ufficiale del battaglione "Freccia" della Decima MAS, dichiarò non aver mai capito il perchè i partigiani che lo prelevarono dal carcere a Liberazione avvenuta non lo avessero fucilato nei giorni della "resa dei conti".
Nel 1964 si sposò a Milano con Antonietta Luisa Cattaneo e pochi mesi dopo, il 18 ottobre, morì a Ponte dell'Olio, a 59 anni, di cancro al cervello.